# Севастьянов, Виктор Григорьевич
Ви́ктор Григо́рьевич Севастья́нов (укр. Віктор Григорович Севастьянов; 1 июля 1923, Одесса, Украинская ССР, СССР — 2 октября 1993, Киев, Украина) — советский футболист, живописец, пейзажист, член Союза художников СССР с 1963 года. Единственный советский футболист, выступавший на высоком уровне, впоследствии ставший известным художником.

## Биография

### Карьера футболиста
Виктор Севастьянов родился в Одессе, там же закончил 9 классов школы, после чего пошёл работать слесарем в артель Облпромсовета. С детских лет Виктор увлекался футболом, играл за различные молодёжные и любительские команды. Ещё одной страстью юноши было рисование. Но серьёзным занятием живописью помешало начало Великой Отечественной войны. Восемнадцатилетний Севастьянов принимал участие в обороне Одессы. Под натиском вражеских войск, вместе с Красной армией отступал в Крым, с боями пробирался из окружения. Дальше было возвращение в оккупированную Одессу, где несмотря на лихие времена продолжал играть в футбол. После освобождения родного города, в 1944 году, снова воевал в рядах Советской армии.
Демобилизовавшись, был зачислен в футбольную команду одесского «Пищевика». Поиграв за одесситов чуть более одного года, талантливый полузащитник получил приглашение в киевское «Динамо» и уже 9 мая 1947 года , Виктор дебютировал за свою новую команду в поединке против московских одноклубников. Практически с первых матчей Севастьянов завоевал место в стартовом составе, составив с Александром Принцем надёжную пару центральных полузащитников. Светловолосый, высокий Севастьянов, на футбольном поле отличался надёжностью и дисциплинированностью, обладал точным пасом а также хорошо играл головой, за что и получил от своих партнёров прозвище «Лоб». В своём первом сезоне за киевлян, финишировавших на 4 месте, отыграл 23 матча из 24. Дважды в составе динамовцев становился обладателем Кубка Украинской ССР. В июле 1951 года, Виктор Севастьянов переходит в киевскую команду ОДО, где провёл два сезона. В том же 1951 году, вместе с армейцами стал чемпионом УССР. В июле 1953 года окончательно оставил большой футбол.

### Карьера художника
Живописью Севастьянов увлёкся ещё в подростковом возрасте. Это увлечение сочеталось с другой страстью талантливого одессита — футболом. Играя и тренируясь, свободное время посвящал рисованию. Но серьёзно заняться развитием своего таланта довелось уже после окончания войны. Ещё военнослужащим, в 1945 году стал посещать, в качестве студента-вольнослушателя, Одесское художественное училище имени М. Б. Грекова. В дальнейшем, демобилизовавшись из армии, продолжил учёбу, сочетая занятия в художественном училище с играми за одесскую футбольную команду. Перейдя в киевское «Динамо», учёбу вынужден был оставить. Но всё же, несмотря на насыщенные тренировки и матчи, Виктор, по воспоминатиям своих одноклубников, в свободное время не упускал возможности рисовать. Но для серьёзного занятия живописью времени практически не оставалось. В 1951 году Виктор перешёл в армейскую команду из Киева — ОДО (Окружной дом офицеров), выступавшую рангом ниже. Теперь у него появилось больше времени для занятий в Студии изобразительных искусств. Отыграв два года за киевских армейцев оставил футбольную карьеру. С этого момента Севастьянов всё своё время посвящает живописи.
С 1953 года, Севастьянов член Киевского товарищества художников, а с 1958 года — художник производственно-художественных мастерских Худфонда СССР. В апреле 1961 года Виктор Григорьевич получает билет кандидата в члены Союза художников СССР, а с 1963 года становится полноправным членом Союза художников страны.
С 1958 года Виктор Севастьянов участвует во многих республиканских и всесоюзных художественных выставках. Одной из самых важных для живописца стала его первая коллективная выставка в Москве, посвящённая 40-летию ВЛКСМ. Тонкий, романтичный пейзажист Севастьянов, как художник, по своей натуре аполитичный, всё же советская эпоха наложила свой отпечаток и на некоторых его работах. Так в духе соцреализма были написаны картины из цикла «Азовсталь». И всё же наибольшую любовь и популярность среди ценителей живописи, принесли художнику его пейзажи, в которых выражается его тонкое понимание живой природы, душевное состояние и эстетическое восприятие окружающего мира.
Уже после смерти художника, его семьёй было организовано ряд выставок за рубежом — в Нанте, Ренне, Брюсселе. Вот как отзывалась о работах Севастьянова одна из ведущих бельгийских газет «Ль Эко»:
В его снежных пейзажах чувствуется спокойствие и ясность, говорящие о суровости сезона, на протяжении которого жизнь замедляется, дома спят, сани делают будничную работу. Это — ожидание того времени, когда наступит весна, проснуться луга, в сиянии красок оживут яблони. Холсты передают возбуждённую атмосферу, сменяющуюся с ритмом сезонов.
Картины Виктора Севастьянова хранятся в Горловской картинной галерее, Донецком, Хмельницком и ряде других художественных музеях. Находятся во многих частных коллекциях в Англии, Франции, Канады, Германии, Бельгии. Выставляются во многих картинных галереях мира, приобретаются с аукционов любителями живописи. Так, 30 мая 2008 года, в Барселоне, испанским коллекционером Пако Маскулино, за 180 000 евро, были приобретены три пейзажа Севастьянова — «Хмурый Днепр», «Утро в лесу», «На хуторе».
В преддверии чемпионата Европы по футболу, с 1 по 15 апреля 2012 года, Киевским национальным музеем русского искусства была проведена выставка картин Виктора Севастьянова — «Времена года», где демонстрировались около 30 полотен художника, предоставленные для выставки частными коллекционерами. По данным исследования, которое было проведено по заказу Института медиа-моделирования «Перспектива», в 2012 году картины Виктора Севастьянова стали самыми продаваемыми среди украинских художников 20 века.

## Основные выставки
- Всесоюзная выставка «40 лет ВЛКСМ» (1958)
- «Искусство Украины», Москва (1960)
- Республиканские выставки (1970—1975, 1977—1985, 1987, 1989)
- Всесоюзная выставка, Москва (1972)
- «Искусство Украины», Минск (1978)
- Шевченковская выставка, Москва (1981, 1984)

## Достижения футболиста
- Чемпион Украинской ССР: 1951
- Обладатель Кубка УССР: 1947, 1948